# Puc

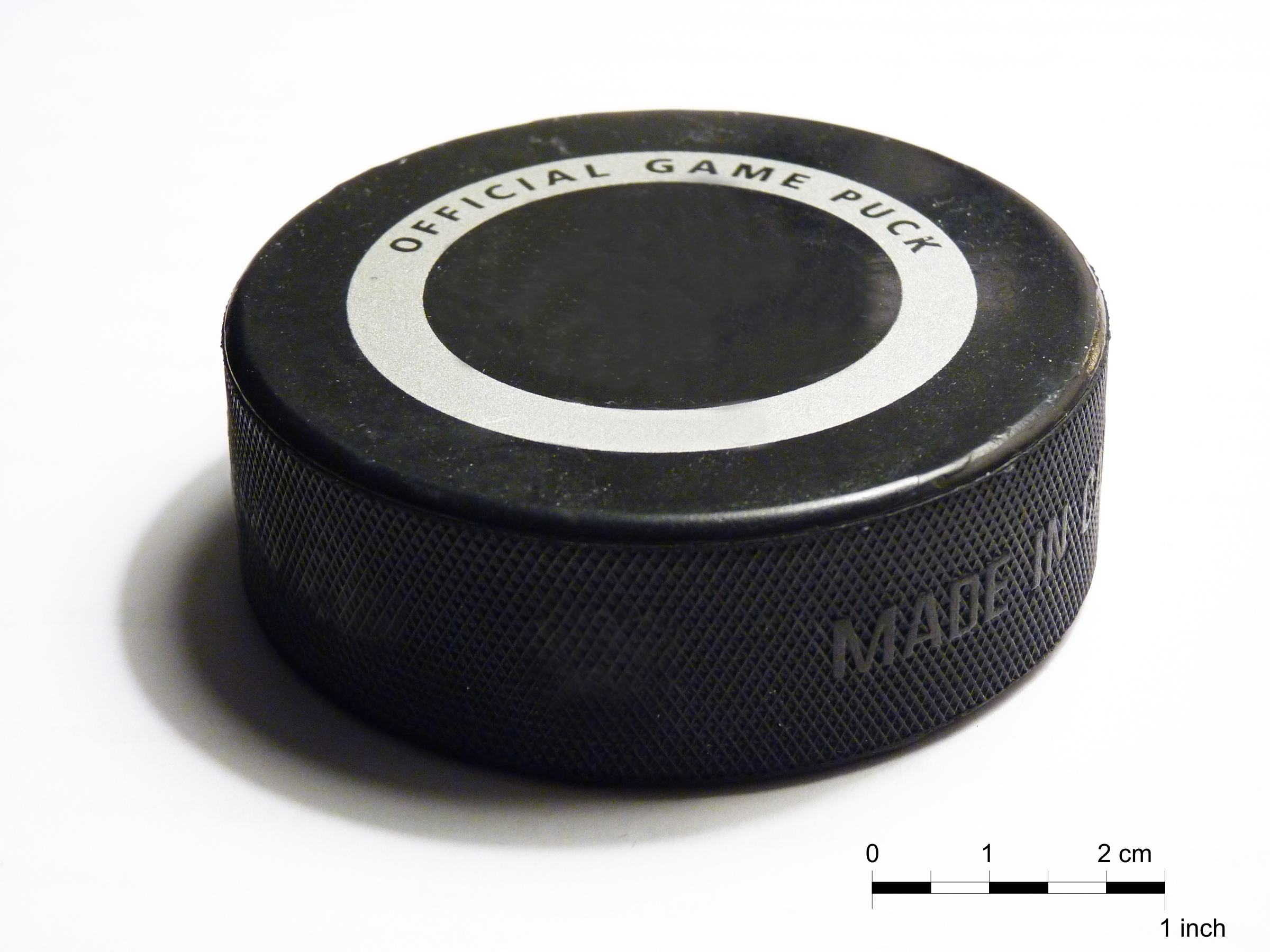
Un puc

Pucul este un echipament sportiv ce constă dintr-un disc făcut din cauciuc vulcanizat, care servește drept obiect de joc în hochei pe gheață.
Un puc de hochei standard este de culoare neagră și are 2,54 cm grosime (1 inch), 7,62 cm în diametru (3 inci), și o greutate între 156 și 170 de grame (5,5–6 uncii). Unele tipuri de pucuri, cum ar fi cele de antrenament, sunt mai grele sau mai ușoare decât cele standard, greutatea lor variind între 110 și 280 de grame (4–10 uncii). Înainte de joc, pucul este înghețat pentru a-i reduce proprietatea elastică și a preveni săltarea lui pe gheață.
Până spre sfârșitul anilor 1800, hocheiul și jocurile asemenătoare lui foloseau mingi, însă prin anii 1870 au fost introduse pucurile aplatizate, care la început aveau o formă pătrată și erau făcute fie din cauciuc, fie din lemn. The rubber pucks were first made by slicing a rubber ball, then trimming the disc square. Clubul de hochei Montreal Victorias din Montreal este primul care a produs și a utilizat pucuri rotunde, realizând asta în anii 1880.
Pe durata jocului, pucul poate atinge viteza de 160 km/h, de aceea este potențial periculos pentru jucători și spectatori. Recordul actual din NHL îi aparține lui Zdeno Chára; pucul lovit de el atingând viteza de 175,1 km/h (în 2013). Recordul mondial e deținut de Denis Kuliaș de la echipa rusească Avangard Omsk, un puc lovit de către el în 2011, în KHL, atingând viteza de 180 km/h.
Pe 16 martie 2002, o fetiță americană de 13 ani pe nume Brittanie Cecil, în timpul unui meci din NHL dintre «Columbus Blue Jackets» și «Calgary Flames», a fost lovită în tâmplă de un puc care a ajuns în tribune. Brittanie a fost transportantă de urgență la spital, unde însă peste 2 zile, pe 18 martie a decedat.
Din această cauză bordurile suprafeței de joc sunt prelungite în sus cu un ”gard” transparent din sticlă protectoare specială.

## Producători
Producători majori de pucuri există în Canada, Rusia, Cehia, China, și Slovacia.
Lista foștilor și actualilor producători majori include
- In Glas Co.
- Sher-Wood
- Gufex[9]
- Rubena[9]
- Vegum Dolné Vestenice[10]
- Converse
- HockeyShot
- Spalding
- Xiamen Yin Hua Silicone Rubber Products Co., Ltd.
- Xiamen Deng Hong Silica Gel Product Co., Ltd.
- Xiamen Ijetech Industry & Trade Co. Ltd